# Masa y energía en la relatividad especial
Los términos masa y energía se usan para varios conceptos distintos, lo cual puede llevar a la confusión. En ciertos contextos, se usan indistintamente ya que, en la teoría de la relatividad existen contextos donde ambos conceptos son intercambiables. Sin embargo, aún en su uso relativista existen varias magnitudes diferentes que se interpretan como la "masa" de una partícula o cuerpo, en particular no deben confundirse:
- Masa invariante, también conocida como masa en reposo, que es una magnitud independiente del observador.
- Masa relativista aparente, o simplemente masa aparente, que es una magnitud dependiente del sistema de referencia que incrementa su valor con la velocidad.
- Masa inercial aparente, sería el cociente entre la fuerza aplicada a una partícula y el módulo de la aceleración observada.

En el contexto de la teoría general de la relatividad, la discusión es notoriamente más complicada debido a que no puede establecerse una definición universal de masa. Las relaciones entre  masa y energía en relatividad general para distribuciones de materia extendida son complicadas por la imposibilidad de definir localmente la energía del campo gravitatorio de manera local.

## Introducción
En los primeros tiempos de la teoría de la relatividad, se introdujo el concepto masa relativista que venía a sustituir la noción clásica de masa. Eso se debía a que la relación entre módulo de la cantidad de movimiento {\displaystyle \scriptstyle p} y la velocidad {\displaystyle \scriptstyle v} no era de proporcionalidad, sino una relación más compleja:

{\displaystyle p\varpropto {\frac {m_{0}v}{\sqrt {1-v^{2}/c^{2}}}}}

Así que con la intención de que la relación entre el momento y la velocidad fuera análoga a la mecánica clásica (p = mv) se decidió definir una magnitud m llamada "masa relativista" dada por:

{\displaystyle m={\frac {m_{0}}{\sqrt {1-v^{2}/c^{2}}}}}

Donde {\displaystyle m_{0}} es la masa medida por un observador en reposo respecto a la masa, de esa manera era posible escribir una relación formalmente idéntica a la de la mecánica clásica dada por {\displaystyle p=mv}. Para la magnitud {\displaystyle m_{0}} se reservó el nombre masa invariante o masa en reposo.
De hecho, Einstein siempre se refirió a la masa invariante cuando escribía la letra m en sus ecuaciones (lo que aquí por desambiguar se ha escrito como {\displaystyle m_{0}}), y nunca usó esa letra para describir ningún otro tipo de masa. Es decir, Einstein ignoró el concepto de masa relativista como se ha definido más arriba.
La confusión terminológica pudo deberse a que Einstein afirmó en 1905 que la "masa aparente" de los cuerpos se incrementaba con su energía (naturalmente eso sólo era cierto desde un punto de vista estrictamente newtoniano). Además, con el desarrollo de la notación mediante cuadrivectores de Minkowski y la relatividad general, se concluyó que la masa invariante era la cantidad más fundamental en la teoría de la relatividad. De hecho, las balanzas y básculas siempre operan en sistemas de referencia en reposo para los objetos que miden, por lo que realmente estrictamente sólo es directamente medible la masa invariante o masa en reposo.
Actualmente, la comunidad científica, al menos en el contexto de la física de partículas, considera la masa invariante como la única "masa", mientras que el concepto de energía ha reemplazado al de masa relativista. Aunque nuevo uso puede prestarse a confusión con los diversos tipos de energía "no-másica" como la luz o el calor. En términos generales, puede decirse que modernamente el concepto de masa relativista ha sido arrinconado, aunque en los textos de divulgación de la teoría se sigue usando la noción de una masa relativista que aumenta con la velocidad.

### Problemas en la medición de la masa en reposo
Existen muchas partículas que en algún momento se pensaba que eran fundamentales (indivisibles) y que hoy en día sabemos que están compuestas por otras partículas más fundamentales. Un ejemplo de esto es el protón que está compuesto por tres quarks (dos quarks arriba y uno abajo) con masa que interactúan a través de los gluones que son partículas sin masa. Si sumáramos las masas de los quarks que componen al protón, no obtendríamos nunca la masa en reposo del protón. Esto se debe a que al medir la masa en reposo del protón, no se está teniendo en cuenta que existen contribuciones de la masa relativista (i.e. energía) de las interacciones que se producen en la estructura interna del protón. Es en este sentido, que efectivamente sí se sigue utilizando indirectamente el concepto de masa relativista. Más generalmente sucede lo mismo con los núcleos atómicos. Los núcleos atómicos producidos luego de la fisión nuclear de un núcleo más grande no tienen en suma la masa del átomo original. Sucede análogamente con los núcleos a partir de los cuales se produce una fusión nuclear

### Masa relativista en la divulgación
En la ciencia popular, la masa relativista dependiente del observador sigue estando presente, como muestran ciertas ecuaciones de la mecánica no relativística que retienen su forma original (ver más abajo). Además, la famosa ecuación de Einstein E = mc² es cierta para todos los observadores sólo si a m se la considera como masa relativística. Las modificaciones a esta fórmula para poder usarla con la masa invariante se discuten más abajo.
Nótese que la masa relativista y la masa invariante coinciden en algunos sistemas de referencia. Es el caso de los sistemas compuestos con el centro de masa en reposo, como un sólido formado por muchas partículas, un gas o un grupo de partículas en interacción. Las reacciones en este sistema inercial especial no producen cambios en la masa o la energía, siempre y cuando el sistema permanezca aislado.

### Masa y velocidad
De acuerdo con la teoría de la relatividad, un objeto másico nunca una cantidad infinita de energía. La relación entre la velocidad y la energía de una partícula másica es:

{\displaystyle v=c{\sqrt {1-{\frac {E_{0}^{2}}{E^{2}}}}}}

Donde:
{\displaystyle E\;} es la energía total del objeto.
{\displaystyle E_{0}\;} es la energía en reposo del objeto.
Por tanto, si un objeto se aproximase a la velocidad de la luz, un observador estacionario vería que la energía cinética y el momento lineal aumentarían hasta el infinito. Es decir, que la velocidad de la luz es una límite asintótico para una partícula material ya que, según la relatividad, para llegar a ella su masa debería ser nula, cosa que obviamente no es posible.
De acuerdo con la teoría de la relatividad, cualquier objeto con masa no puede moverse a la velocidad de la luz. Cuando tal objeto se aproxima a la velocidad de la luz, un observador estacionario observará que la energía cinética del objeto y el momento tienden al infinito. Ciertos experimentos observan también un incremento de la inercia de los objetos asociada con el incremento en la masa relativista. 

## Masa invariante o masa propia en reposo
La masa invariante o masa propia es la medida de la masa de un objeto la cual es la misma para todos los observadores inerciales. Para cualquier sistema de referencia la masa invariante se determina mediante un cálculo que incluye la energía total del objeto y su momento.
El término masa en reposo se aplica a una partícula libre y en reposo respecto al observador inercial. Mediante la equivalencia masa-energía, la masa en reposo de la partícula libre es su energía dividido c². Este resultado también es válido para un sistema de partículas cuyo centro de masas está en reposo respecto al observador inercial.

### Relación con la energía y el momentum
La masa invariante está relacionada con la energía y momento lineal por la siguiente relación:

(*){\displaystyle \left(mc^{2}\right)^{2}=E^{2}-\|\mathbf {p} \|^{2}c^{2}=E^{2}-(p_{x}^{2}+p_{y}^{2}+p_{z}^{2})c^{2}}

Como la masa calculada a partir de la energía y el momentum según la fórmula anterior coincide con el pseudomódulo del cuadrivector energía-momento será un escalar invariante idéntico para todos los sistemas de referencia. De hecho (*) permite determinar la masa en reposo en movimiento aún desde un sistema en el que la partícula no esté en reposo. La existencia de este invariante tiene varias aplicaciones como las que se presentan a continuación.

### Desintegración de partículas
La masa invariante de un sistema de partículas generadas a partir de la desintegración de una única partícula original, está relacionada con la masa de la partícula original mediante una ecuación similar a la anterior:

{\displaystyle \left(Wc^{2}\right)^{2}=\left(\sum E\right)^{2}-\left(\sum \mathbf {p} c\right)^{2}}

Donde:
{\displaystyle W} es la masa invariante del sistema de partículas que es igual a la masa de la partícula desintegrada.
{\displaystyle \sum E} es la suma de las energías de las partículas.
{\displaystyle \sum \mathbf {p} c} es la suma vectorial de los momentos de las partículas (incluyendo el carácter vectorial) multiplicado por la velocidad de la luz, {\displaystyle c}
Una forma sencilla de obtener esta relación es usando el cuadrimomento (en unidades naturales):
{\displaystyle p_{i}^{\mu }=\left(E_{i},\mathbf {p} _{i}\right)}
{\displaystyle p^{\mu }=\left(\Sigma E_{i},\Sigma \mathbf {p} _{i}\right)}
{\displaystyle p^{\mu }p_{\mu }=\eta _{\mu \nu }p^{\mu }p^{\nu }=(\Sigma E_{i})^{2}-(\Sigma \mathbf {p} _{i})^{2}=W^{2}}, puesto que la norma del cuadrimomento es un invariante.

### Colisión de dos partículas
En la colisión de dos partículas (o la desintegración a dos partículas) el cuadrado de la masa (en unidades naturales) es un invariante.
| {\displaystyle M^{2}\,} | {\displaystyle =(p_{1}+p_{2})^{2}\,}                                                               |
|                         | {\displaystyle =p_{1}^{2}+p_{2}^{2}+2p_{1}p_{2}\,}                                                 |
|                         | {\displaystyle =m_{1}^{2}+m_{2}^{2}+2\left(E_{1}E_{2}-{\vec {p}}_{1}\cdot {\vec {p}}_{2}\right)\,} |

## Masa relativista aparente
Designando la masa relativista como {\displaystyle M\!}, comenzando desde {\displaystyle E=Mc^{2}\,\!} obtenemos inmediatamente la fórmula general:

{\displaystyle M={\frac {E}{c^{2}}}\,}

La cual funciona para todas las partículas, incluyendo aquellas que se mueven a la velocidad de la luz. Nótese que esta fórmula general dice que un fotón u otra hipotética partícula moviéndose a la velocidad de la luz tiene una masa relativista distinta de cero mientras que su energía no sea cero. Es por ello correcto, aunque anticuado, decir que un fotón tiene masa relativista. El uso actual se conviene en decir que un fotón no tiene masa o decir que no tiene una masa invariante.
Para una partícula que no se mueva a la velocidad de la luz, esto es, una masa en reposo no nula, la masa relativista aparente:

{\displaystyle M=\gamma m\,}

Donde:
m es la masa en reposo, y
{\displaystyle \gamma ={1 \over {\sqrt {1-{\frac {|\mathbf {v} |^{2}}{c^{2}}}}}}\!} es el factor de Lorentz,
v es la velocidad relativa entre el observador y el objeto, y
c es la velocidad de la luz.
Cuando la velocidad relativa es nula, γ vale 1, y la masa relativista coincide numéricamente con la masa en reposo como se puede apreciar en las ecuaciones abajo. Cuando la velocidad aumenta hasta valores próximos al de la velocidad de la luz c, el denominador de la parte derecha se aproxima a cero, y por tanto γ tiende al infinito. El principal beneficio de usar la masa relativista es abreviar la fórmula para el momento lineal:

{\displaystyle \mathbf {p} =M\mathbf {v} }

De la mecánica no relativista mantiene su forma simple reemplazando m por M.
Sin embargo, algunas otras relaciones no funcionan de esa forma. Por ejemplo, aunque la segunda ley de Newton permanece válida en la forma 

{\displaystyle \mathbf {f} ={\frac {d(M\mathbf {v} )}{dt}},\!}

La forma derivada {\displaystyle \mathbf {f} =M\mathbf {a} } no es válida pues {\displaystyle M\,} en {\displaystyle {d(M\mathbf {v} )}\!} no es por lo general una constante. La expresión relativista correcta relacionando fuerza y aceleración para una partícula con una masa en reposo no nula moviéndose en la dirección  x con velocidad v y un factor de Lorentz asociado γ es:

{\displaystyle {\begin{cases}f_{x}=\gamma ^{3}ma_{x}=\gamma ^{2}Ma_{x},\\f_{y}=\gamma ma_{y}=Ma_{y},\\f_{z}=\gamma ma_{z}=Ma_{z}.\end{cases}}}

Es por ello que el uso del concepto de masa relativista está limitado y se considera inconveniente.
Otra desventaja de este procedimiento es que al depender γ en la velocidad, observadores en sistemas de referencia inerciales diferentes medirán valores diferentes.
Una ventaja de este procedimiento es que el cálculo de la masa de sistemas compuestos se hace por una suma sencilla, mientras que es complicado de hacer con la masa en reposo. Sin embargo, la práctica moderna es usar solo la masa en reposo. Al hacerlo, cuando se relaciona el vector de fuerzas de Minkowski con la masa invariante y la aceleración, la segunda ley de Newton aparece con la forma 

{\displaystyle F^{\mu }=mA^{\mu }.\!}